# 함응이 황제
함응이(베트남어: Hàm Nghi, 1872년 8월 3일 ~ 1943년 1월 4일)는 베트남 응우옌 왕조의 제8대 황제(재위 : 1884년 ~ 1885년)이다. 휘는 응우옌 푹 민(Nguyễn Phúc Minh)이며, 재위 전 이름은 응우옌 푹 응 랏(Nguyễn Phúc Ưng Lịch)이다. 재위 기간에 사용했던 연호
가 통칭이 되어 함응이디(咸宜帝)라고 부른다. 출황제(Xuất Hoàng Đế)라고도 불린다. 재위 기간에는 응우옌반뜨엉이 섭정을 맡았다.
1884년 14세에 황제로 즉위하였지만, 다음 해에 항불근왕대봉기(抗佛勤皇大風潮)의 격문을 발표하고 왕도 후에를 탈출하였고, 지방에 살고 있는 지식인들에게 프랑스에게 철저 항전을 호소했다. 프랑스는 즉시 형인 동경제를 즉위시키고 함의제에 귀순을 권유하였지만, 함의제는 농촌을 전전하면서 저항을 계속하다가 프랑스군에 의해 체포되어 1888년에 알제리로 유배간다.

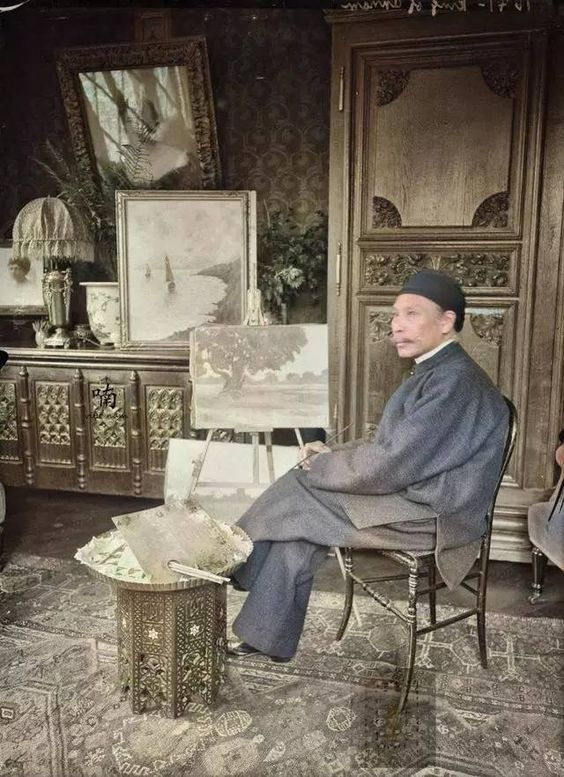
화가가 된 후의 함응이 황제

알제리로 유배를 간 후, 프랑스인 여성과 결혼하였다. 3명의 아이를 두었고 1943년에 72세에 사망하였다. 알제리에서 유배된 이후에 화가로 데뷔하여 평생 그림을 그리며 살았다. 그는 살아생전 그림을 많이 그렸으나 알제리 전쟁으로 인해 대부분 유실되고 몇몇 작품만 남아있다.